# Anacaona (band)
Anacaona is een Cubaanse band bestaande uit vrouwen. De band bestaat sinds 1932 en is een aantal keer van bezetting veranderd. De groepsnaam is ontleend aan de Indiaanse koningin Anacaona.

## Geschiedenis

### Oorspronkelijke bezetting
Anacaona werd opgericht in Havana door Cuchito Castro en haar zussen en vriendinnen. Cuchito Castro studeerde voor tandarts, maar door het beleid van Gerardo Machado werden de universiteiten gesloten en moest Castro haar plannen om een eigen praktijk te starten, In plaats daarvan koos ze voor een carrière in de muziek en richtte ze een vrouwen-septet op in het door mannen gedomineerde genre son. Een gedurfde stap omdat men in die tijd niet geloofde dat vrouwen  in staat waren 'son' te spelen.
Anacaona bestond oorspronkelijk uit Isabel Alvarez, Berta Cabrera, Elia O'Reilly en de vier Castro zussen Ada, Bola, Cuchito en Ondina; later traden ok de andere zeven zussen toe tot de band. Ze traden op op de radio en ook 's nachts in de aires libres, de openlucht-cafés, vonden ze al snel een enthousiast publiek. Met concerten in 1938 in New York en Paris, en met films in Mexico, vergaarde Anacaona internationale roem, maar ze verdwenen van het toneel na de Cubaanse Revolutie.

### Revival
In 1988 besloten de laatste vijf Castro-zussen uit de band  te stappen, en werd er een nieuwe Anacaona opgericht. Deze band staat onder leiding van de bassistes Georgia en Doris Aguirre en is nog steeds actief.

## Boeken
Alicia Castro's Queens of Havana: The Amazing Adventures of the Legendary Anacaona, Cuba's First All-Girl Dance Band (Grove Press, 2007) beschrijft de geschiedenis van de band met de nadruk op de vroege periode. De Britse editie is getiteld Anacaona: The Adventures of Cuba's Most Famous All-Girl Orchestra.

## Discografie
- ¡Ay! (1992)
- Como un Milagro (1995)
- Lo que tù esperabas (2000)

### Albums
- ¡Ay! (Discmedi 1992)
- Como un Milagro (Bis music 1995)
- Lo que tù esperabas ... (Lusafrica 2000)
- No lo Puedo Evitar  (Bis music 2008)